# أومو غيتو (فلم)
أومو غيتو (بالإنجليزية: Omo Ghetto)، هو فيلم جريمة وكوميدية درامية صدر سنة 2010 وأخرجه أبيودون أولارينواجو. الفيلم من بطولة كُل من فونكي أكينديلي وRachel Oniga وTaiwo Hassan ويينكا قادري وإنيولا بادموس.